# Vilém Gajdušek
Vilém Gajdušek (16. dubna 1895, Příbor – 22. ledna 1977, Ostrava) byl český astrooptik a designér optických soustav teleskopů.
Společně s Františkem Kozelským byl výrobcem mnoha vynikajících dalekohledů na českých a slovenských hvězdárnách. Reflektor 0,57m f/5,2 s Gajduškovým primárním zrcadlem se užívá na kleťské observatoři pro CCD pozorování planetek a komet dodnes.

## Ocenění
- V roce 1947 obdržel od České astronomické společnosti cenu Františka Nušla.
- Na jeho počest byla pojmenována planetka (3603) Gajdušek objevená na kleťské hvězdárně v roce 1981.